# Heterusia litifascia
Heterusia litifascia là một loài bướm đêm trong họ Geometridae.